# Кудрино (Дальнеконстантиновський район)
Кудрино (рос. Кудрино) — присілок в Дальнеконстантиновському районі Нижньогородської області Російської Федерації.
Населення становить 15 осіб. Входить до складу муніципального утворення Тепелевська сільрада.

## Історія
Від 2009 року входить до складу муніципального утворення Тепелевська сільрада.

## Населення
| 2002 | 2010 |
| ---- | ---- |
| 47   | ↘15  |